# Ella in London
Ella in London — концертный альбом американской джазовой певицы Эллы Фицджеральд, записанный во время её выступления в клубе Ronnie Scott’s Jazz Club, Сохо, Великобритания, 11 апреля 1974 года. Во время концерта певице аккомпанировал квартет Томми Флэнагана.

## Отзывы критиков
| Оценки критиков                            | Оценки критиков |
| Источник                                   | Оценка          |
| ------------------------------------------ | --------------- |
| AllMusic                                   | [ 1 ]           |
| MusicHound Jazz: The Essential Album Guide | [ 2 ]           |

Скотт Яноу из AllMusic отметил, что это одна из самых приятных записей Эллы Фицджеральд за последние годы её жизни, а также, что её интерпретации баллад превосходят только её поразительные таланты, и констатировал: «Этот набор служит прекрасным знакомством со зрелой Эллой Фицджеральд».

## Список композиций
| №                   | Название                                             | Текст песни         | Музыка                  | Длительность |
| ------------------- | ---------------------------------------------------- | ------------------- | ----------------------- | ------------ |
| 1.                  | «Sweet Georgia Brown»                                | Масио Пинкард       | Бен Берни, Кеннет Кейси | 3:15         |
| 2.                  | «They Can’t Take That Away from Me»                  | Айра Гершвин        | Джордж Гершвин          | 4:12         |
| 3.                  | «Ev’ry Time We Say Goodbye»                          | Коул Портер         | Коул Портер             | 2:57         |
| 4.                  | «The Man I Love»                                     | Айра Гершвин        | Джордж Гершвин          | 8:10         |
| 5.                  | «It Don’t Mean a Thing (If It Ain’t Got That Swing)» | Ирвинг Миллс        | Дюк Эллингтон           | 7:25         |
| 6.                  | «You’ve Got a Friend»                                | Кэрол Кинг          | Кэрол Кинг              | 6:46         |
| 7.                  | «Lemon Drop»                                         | Джордж Уоллингтон   | Джордж Уоллингтон       | 3:48         |
| 8.                  | «The Very Thought of You»                            | Рэй Ноубл           | Рэй Ноубл               | 4:13         |
| 9.                  | «Happy Blues»                                        | Элла Фицджеральд    | Элла Фицджеральд        | 6:00         |
| Общая длительность: | Общая длительность:                                  | Общая длительность: | Общая длительность:     | 46:46        |

## Участники записи
- Элла Фицджеральд — вокал

Квартет Томми Флэнагана:
- Томми Флэнаган — фортепиано
- Джо Пасс — гитара
- Кеттер Беттс — контрабас
- Бобби Дурхэм — барабаны